# 英皇制誥
英皇制誥（えいこうせいこう、英：Hong Kong Letters Patent）は、英国植民地時代の香港において、皇室訓令とならんで憲法的な法律とされた文書。
大権により発布され、香港総督、駐香港イギリス軍最高指揮官、行政局、立法局の法的根拠をなしていた。最初の文書は1843年4月5日、その後、改定されたものが1888年1月19日 、1917年2月14日に出されている。
1997年の香港返還後は失効し、香港特別行政区基本法がそれに代わるが、特に1917年制誥は返還以降の政治制度にも影響を残している。